# Machine-Doll wa kizutsukanai
Machine-Doll wa kizutsukanai (機巧少女は傷つかない, Mashin-Dōru wa kizutsukanai, aussi connu sous le nom Kikō Shōjo wa Kizutsukanai), est une série de light novel écrite par Reiji Kaitō et illustrée par Ruroo. Elle est éditée en 17 volumes par Media Factory entre le 21 novembre 2009 et le 25 juillet 2017.
Une adaptation en manga et un spin-off ont été publiées dans le Monthly Comic Alive et le Monthly Comic Gene. Une adaptation en série télévisée d'animation de douze épisodes par le studio Lerche est diffusée pour la première fois entre le 7 octobre et le 23 décembre 2013 ; six OAV sont également sortis.

## Synopsis
Dans une version différente du Royaume-Uni du début du XXe siècle, les scientifiques ont créé un mélange de technologie et de sorcellerie connu sous le nom de Machinart, des circuits faits de sorts qui leur donnent vie et leur donnent une intelligence artificielle. Ces Automates ont été développées comme une arme militaire et se sont répandues dans le monde entier; les humains en charge d'eux sont appelés marionnettistes.
Un marionnettiste nommé Raishin Akabane vient de l'empire du Japon à Liverpool pour étudier à l'Académie royale de Walpurgis (ヴァルプルギス王立学院, Warupurugisu ōritsu gakuin), avec son automate Yaya. Une fois tous les quatre ans, l'Académie organise le « Yakai », une compétition où les marionnettistes utilisent leurs automates pour se battre dans l'espoir d'obtenir le titre de « Wiseman ». Raishin, cependant, entre dans l'école et la compétition afin de se venger d'un mystérieux génie qui a tué les autres membres de la famille Raishin.

## Personnages

### Personnages principaux
Raishin Akabane (赤羽 雷真, Akabane Raishin)
Voix japonaise : Hiro Shimono
Un marionnettiste japonais du clan Akabane. Raishin est un espion de l'armée japonaise et a demandé à Shōko Karyūsai de lui servir de médiatrice pour intégrer l'Académie royale de Walpurgis afin de participer au Yakai et d'y espionner le dernier Machinart mis au point par les grandes puissances mondiales et également de se venger de son grand frère, Tenzen Akabane, qu'il soupçonne d'avoir tout tué leur clan et d'être Magnus, élève de l'Académie. Après être arrivé à l'Académie et avoir passé le test d'admission, il avait été placé à la 1235e place sur 1 236, mais après avoir vaincu Felix Kingsfort, il avait ensuite été placé à la 100e place, devenant un « gantelé ». Le code d'enregistrement de Raishin est « Second Last » (下から二番目, Sekando Rasuto). Il a les cheveux noirs (brun foncé) et porte un harnais brun avec l'uniforme étudiant de l'Académie. Il est un observateur attentif et une personne audacieuse qui fait ses choix avec audace.
- Yaya (夜々?)

Voix japonaise : Hitomi Harada
L'automate de Raishin Akabane. Yaya est une poupée interdite et fait partie de la série « Setsugetsuka » (雪月花) de la marque Karyūsai créée par Shōko Karyūsai. Elle a les cheveux noirs et porte un kimono noir avec, à l'origine, une paire de geta noire qui a été remplacée par une paire de bottes noires (brun foncé) après l'incident du train. Yaya est une personne enjouée qui s'exprime à la troisième personne. Elle est amoureuse de Raishin et est souvent jalouse des femmes qui l'entourent, ce qui, dans une certaine mesure, fait qu'elle l'attaque violemment. Yaya possède le circuit magique « Kongōriki » (金剛力), qui lui permet de durcir toutes ses monades, ce qui lui permet d'augmenter sa force d'attaque, de défense et de rapidité.
- Irori (いろり?)

Voix japonaise : Ai Kayano
La domestique personnelle de Shōko Karyūsai et l'aînée des trois sœurs Setsugetsuka qu'elle a créées à partir de cellules humaines. Irori a de longs cheveux argentés et porte un kimono bleu clair avec les manches attachées, des gants bleu clair et des sandales à semelles compensées noires. Elle possède le circuit magique « Kongōriki » (氷面鏡) et a la capacité de geler une surface aussi grande qu'une ville.
- Komurasaki (小紫?)

Voix japonaise : Yui Ogura
La plus jeune des trois sœurs Setsugetsuka créées par Shōko Karyūsai à partir de cellules humaines. Komurasaki a de longs cheveux roux attachés en deux couettes et porte un kimono violet sans manches, des bas blancs et des sandales blanches. Elle possède le circuit magique « Yaegasumi » (八重霞) et a la capacité de neutraliser les sens de la vue, de l'audition et de l'odorat.

### Académie royale de Walpurgis
Charlotte Belew (シャルロット・ブリュー, Sharurotto Buryū)
Voix japonaise : Megumi Takamoto (ja)
Une marionnettiste britannique de la grande famille des Belew. Charlotte est étudiante à l'Académie royale de Walpurgis et fait partie du groupe des gantelés, se classant 6e avec son code d'enregistrement « Tyrant Rex » (君臨せし暴虐, Tairanto Rekkusu). Elle a les cheveux blonds et porte un béret bleu et un gant brun avec l'uniforme des élèves de l'Académie. Charlotte est une personne irritable et impétueuse qui devient souvent irréfléchie avec ses actions. Elle n'est souvent pas honnête avec ses vraies pensées et sentiments, elle le cache souvent et le nie.
- Sigmund (シグムント, Shigumunto?)

Voix japonaise : Jōji Nakata
L'automate de Charlotte Belew. Sigmund est une poupée interdite ; un dragon avec des écailles de couleur acier qui a deux cornes sur son front et quatre ailes sur son dos. C'est un dragon mature et calme. Sigmund possède le circuit magique « Gram » (魔剣, Guramu), qui lui permet d'annihiler la matière.
Kimberley (キンバリー, Kinbarī)
Voix japonaise : Shizuka Itō
Une mage de premier ordre. Kimberley est une membre des Croisés de l'Association des mages, surnommée « Nightingale » (鶯, Uguisu) par ses camarades croisés. Elle est à la fois la directrice et une enseignante de physique des machines à l'Académie royale de Walpurgis. Kimberley a les cheveux roux et porte parfois une paire de lunettes en argent avec l'uniforme des professeurs de l'Académie.
Magnus (マグナス, Magunasu)
Voix japonaise : Yūki Ono
Un marionnettiste. Magnus est étudiant à l'Académie royale de Walpurgis. Il est aussi un gantelé, se classant 1er, avec son code d'enregistrement étant « Marshal » (元帥, Māsharu). Il a les cheveux noirs (brun foncé) et porte un masque en argent et une cape noire avec l'uniforme des élèves de l'Académie. Magnus est une personne de nature calme et posée. Raishin Akabane pense qu'il est son grand frère, Tenzen Akabane, qu'il présume avoir tué l'ensemble de leur clan.
- Hotaru (火垂?)

Voix japonaise : Kana Hanazawa
Une poupée ressemblant à une jeune fille. Elle est l'une des automates de Magnus et une poupée interdite fabriquée à partir de cellules prélevées sur la petite sœur de Raishin, Nadeshiko. Elle a de longs cheveux roses, des yeux roses et une coiffe qui couvre tout son visage. Le voile a le caractère kanji « 火 » qui signifie « Feu ». Elle porte également de minuscules rubans roses vifs attachés dans ses cheveux.
- Tamamushi (玉虫?)

- Kamakiri (鎌切?)

- Kagerou (蜻蛉?)

- Mitsubachi (蜜蜂?)

- Himegumo (姫蜘蛛?)

## Productions et supports

### Light novel
La série des light novel Machine-Doll wa kizutsukanai (機巧少女は傷つかない) est écrite par Reiji Kaitō et illustrée par Ruroo. Le premier volume est publié par Media Factory, sous sa marque de publication MF Bunko J, le 21 novembre 2009. Le dernier et dix-septième volume est sorti le 25 juillet 2017. Un drama CD est publié avec l'édition spéciale du quatrième volume. En juin 2017, Kadokawa a diffusé une publicité faisant la promotion de la fin de la série.

### Manga
Une adaptation en manga de Hakaru Takagi est lancée dans le numéro de juin 2010 du magazine de prépublication de seinen manga Monthly Comic Alive, publié le 27 avril 2010. Les chapitres sont rassemblés et édités dans le format tankōbon par Media Factory avec le premier volume publié le 22 novembre 2010, ; la série compte à ce jour neuf volumes tankōbon,. Un drama CD est sorti avec l'édition spéciale du premier volume.
Une série spin-off, intitulée Gene Metallica: Machine-Doll wa kizutsukanai Re: Acta (ジーンメタリカ-機巧少女は傷つかない Re：Acta-, Jīnmetarika: Mashin-Dōru wa kizutsukanai Re: Acta) et dessinée par Misato Kamada, est prépubliée dans le magazine Monthly Comic Gene de Media Factory entre le 15 avril 2013 et le 15 avril 2014. Les chapitres sont rassemblés et édités dans le format tankōbon par Media Factory avec le premier volume publié le 27 septembre 2013, ; le second volume tankōbon est sorti le 27 mai 2014,.

### Anime
Une adaptation en une série télévisée d'animation de douze épisodes, produite par le studio Lerche, diffusée pour la première fois au Japon entre le 7 octobre et le 23 décembre 2013 sur AT-X, et un peu plus tard sur Tokyo MX, YTV, TVA, BS11. La série est réalisée par Kinji Yoshimoto et écrite par Yūko Kakihara, avec des character design d'Atsuko Watanabe et la bande originale composée par Masaru Yokoyama,. La série couvre les trois premiers romans. Six OAV sont sortis et répartis dans les six coffrets Blu-ray/DVD entre le 25 décembre 2013 et le 28 mai 2014.
La chanson de l'opening de la série, intitulée Anicca, est interprétée par Hitomi Harada, tandis que celle de l'ending, Maware! Setsugetsuka (回レ!雪月花), est produite par Hige Driver et chantée par le groupe Utagumi Setsugetsuka composé d'Hitomi Harada, Ai Kayano et Yui Ogura sous le nom de leurs personnages.

#### Liste des épisodes
| No      | Titre en français                                                        | Titre original                                                              | Date de 1re diffusion |
| ------- | ------------------------------------------------------------------------ | --------------------------------------------------------------------------- | --------------------- |
| 1       | Facing "Cannibal Candy" I                                                | Facing "Cannibal Candy" I                                                   | 7 octobre 2013        |
| 2       | Facing "Cannibal Candy" II                                               | Facing "Cannibal Candy" II                                                  | 14 octobre 2013       |
| 3       | Facing "Cannibal Candy" III                                              | Facing "Cannibal Candy" III                                                 | 21 octobre 2013       |
| 4       | Facing "Cannibal Candy" IV                                               | Facing "Cannibal Candy" IV                                                  | 28 octobre 2013       |
| 5       | Facing "Sword Angel" I                                                   | Facing "Sword Angel" I                                                      | 4 novembre 2013       |
| 6       | Facing "Sword Angel" II                                                  | Facing "Sword Angel" II                                                     | 11 novembre 2013      |
| 7       | Facing "Sword Angel" III                                                 | Facing "Sword Angel" III                                                    | 18 novembre 2013      |
| 8       | Facing "Sword Angel" IV                                                  | Facing "Sword Angel" IV                                                     | 25 novembre 2013      |
| 9       | Facing "Elf Speeder" I                                                   | Facing "Elf Speeder" I                                                      | 2 décembre 2013       |
| 10      | Facing "Elf Speeder" II                                                  | Facing "Elf Speeder" II                                                     | 9 décembre 2013       |
| 11      | Facing "Elf Speeder" III                                                 | Facing "Elf Speeder" III                                                    | 16 décembre 2013      |
| 12      | Facing "Elf Speeder" IV                                                  | Facing "Elf Speeder" IV                                                     | 23 décembre 2013      |
| OAV I   | Les deux se rendent à l'école                                            | そして二人は学び舎へ Soshite futari wa manabiya e                           | 25 décembre 2013      |
| OAV II  | Irori fait une bourde dans le bain thermal en plein air                  | いろり、露天風呂で粗相する Irori, rotenburo de sosō suru                    | 29 janvier 2014       |
| OAV III | Charl et Frey, la salle de bain de frémissement                          | シャルとフレイ、戦慄のバスルーム Sharu to Furei, senritsu no basurūmu       | 26 février 2014       |
| OAV IV  | Nadeshiko Akabane, le rêve d'une nuit d'été                              | 赤羽撫子、夏の夜の夢 Akabane Nadeshiko, natsu no yoru no yume               | 26 mars 2014          |
| OAV V   | Cours particulier : Deux belles femmes dans l'infirmerie                 | 個人授業 〜医務室で美女ふたりと〜 Kojin jugyō: imu-shitsu de bijo futari to | 25 avril 2014         |
| OAV VI  | Rassemblement de belles jeunes filles ! Le brouhaha des maillots de bain | 美少女集合!水着だらけの大騒動 Bishōjo shūgō! Mizugi-darake no ōsōdō         | 28 mai 2014           |